# Кудрявцев, Александр Георгиевич (Герой Советского Союза)
Александр Георгиевич Кудрявцев (1923—1943) — красноармеец Рабоче-крестьянской Красной Армии, участник Великой Отечественной войны, Герой Советского Союза (1943).

## Биография
Александр Кудрявцев родился в 1923 году в Сызрани. Работал в строительной артели. В июне 1942 года Кудрявцев был призван на службу в Рабоче-крестьянскую Красную Армию. С августа того же года — на фронтах Великой Отечественной войны. К сентябрю 1943 года красноармеец Александр Кудрявцев был сапёром 131-го отдельного сапёрного батальона (23-й стрелковой дивизии, 23-го стрелкового корпуса, 47-й армии, Воронежского фронта). Отличился во время битвы за Днепр.
24 сентября 1943 года Кудрявцев переправил через Днепр в районе села Студенец Каневского района Черкасской области Украинской ССР группу бойцов. Когда войска на плацдарме на западном берегу реки потеряли связь с основными силами, Кудрявцев добровольно вызвался восстановить её. Во время прокладки нового кабеля противник обнаружил лодку Кудрявцева и начал её обстрел из миномётов. Лодка была разбита, а сам Кудрявцев получил ранение в руку, но продолжил прокладывать кабель, двигаясь к западному берегу. Недалеко от берега он был убит взрывом миномётного снаряда. Похоронен в селе Страхолесье Чернобыльского района Киевской области Украины.

## Награды
Указом Президиума Верховного Совета СССР от 25 октября 1943 года за «мужество, отвагу и героизм, проявленные в борьбе с немецкими захватчиками» красноармеец Александр Кудрявцев посмертно был удостоен высокого звания Героя Советского Союза. Также был награждён орденом Ленина и медалью За боевые заслуги..

## Память
В честь Кудрявцева названа улица в Сызрани
А также школа "ГБОУ ООШ  имени Героя Советского Союза А.Г.Кудрявцева #11" .